# باشگاه فوتبال اسنابروک
باشگاه فوتبال اسنابروک (به آلمانی: VfL Osnabrück) باشگاه فوتبالی است که در شهر اسنابروک قرار دارد و در سال ۱۸۹۹ تأسیس شده‌است.
این باشگاه هم‌اکنون در بوندس‌لیگا ۲ آلمان بازی می‌کند. (فصل ۲۰–۲۰۱۹)